# Now You See Me
Now You See Me är en fransk-amerikansk thrillerfilm regisserad av Louis Leterrier. Några av de medverkande i filmen är Jesse Eisenberg, Mark Ruffalo, Woody Harrelson, Mélanie Laurent, Isla Fisher, Dave Franco, Common, Michael Caine och Morgan Freeman.
Filmen hade premiär 31 maj 2013 i USA. Trots blandade recensioner från kritiker blev filmen en publiksuccé, och uppföljaren Now You See Me: The Second Act hade premiär i juni 2016.

## Rollista
| Jesse Eisenberg            | – J. Daniel Atlas  |
| Mark Ruffalo               | – Dylan Rhodes     |
| Woody Harrelson            | – Merritt McKinley |
| Isla Fisher                | – Henley Reeves    |
| Dave Franco                | – Jack Wilder      |
| Mélanie Laurent            | – Alma Dray        |
| Morgan Freeman             | – Thaddeus Bradley |
| Michael Caine              | – Arthur Tressler  |
| Michael Kelly              | – Agent Fuller     |
| José Garcia                | – Étienne Forcier  |
| Common                     | – Agent Evans      |
| Elias Koteas (okrediterad) | – Lionel Shrike    |

## Produktion
Den 25 oktober 2011 tillkännagav Summit Entertainment släppdatumet för Now You See Me den 18 juli 2013.